# Новые Благородны
Новые Благородны — деревня в Новоторъяльском районе Республики Марий Эл. Входит в состав Пектубаевского сельского поселения.

## География
Находится в северо-восточной части республики Марий Эл на расстоянии приблизительно 17 км по прямой на запад-северо-запад от районного центра посёлка Новый Торъял.

## История
Основана в 1805 году переселенцами из починка Старые Благородны. Изначально было построено 3 двора на 6 человек. По имени одного из поселенцев починок получил новое название Якименки (Екименки). В 1834 году починок состоял из 5 дворов, всего 49 жителей. В 1884 году деревня Новые Благородны входила в состав Кужнурского района Кужнурской волости Уржумского уезда Вятской губернии. В 16 дворах проживали 116 жителей, русские, православные. В 1920 году здесь числилось 22 двора и 131 житель, в 1970 году 33 жителя. В 1980 году в 5 домах проживали 15 жителей. В 1988 году в деревне проживали 8 человек, только 2 трудоспособных, остальные — пенсионеры. Стояло 5 домов, 1 из них ветхий. В 2002 году в деревне числилось 3 двора. В советское время работали колхозы «Земледелец», имени Маленкова, «За мир», «40 лет Октября», совхоз «Юбилейный», позднее ПК «Юбилейный».

## Население
Население составляло 7 человек (русские 72 %) в 2002 году, 10 в 2010.

## Известные уроженцы
Егошин Василий Игнатьевич (1920—1992) — советский военный деятель. В годы Великой Отечественной войны — командир стрелкового батальона 4 гвардейского воздушно-десантного полка 2-й гвардейской воздушно-десантной дивизии на 4-м Украинском фронте (1943—1945), гвардии майор. Начальник штаба полка в Дальневосточном военном округе, подполковник (1960). Кавалер 5 орденов. Член ВКП(б) с 1943 года.